# 激光 (音乐)
激光（英語：lazer），是一種搖滾樂流派，最早發源於2015合成岩與工业金属與垃圾，比以往的搖滾樂更為猛烈。激光主要使用大量合成器吉他音乐，加上產生具特殊的歌曲结构，其中合成鼓加上地下声音，電貝斯也是可以，鼓組及鍵盤樂器、電子琴、魔音琴等樂器。

## 演變
激光发展为2015年的地下音乐流派，包括生命之焰，狂欢，Immaculata和其他乐团。最早的激光专辑是《黑暗的世界》（由生命之焰创作）和《说病》（由狂欢创作）。该时期最著名的专辑是：踢M子（街头宗派，2018），生命之焰（生命之焰，2017），扫描仪LP（扫描仪，2018）。在2016-2018年代，一些激光乐队达到了顶峰。许多实验性的乐团（Emma Peal，出血公司）都来自实验电子音乐流派到激光音乐。
摇滚音乐离开了地下音乐，并成为2000年代最受欢迎的音乐流派之一。地下音乐需要一种结合了所有独立风格的新乐章。激光成为这一运动。